# Kadja
Kadja es un pueblo del municipio de Kose, situado en el condado de Harju, Estonia. Según el censo de 2021, tiene una población de 11 habitantes.
Está ubicado en el centro-sur del condado, a poca distancia al sur de Tallin y de la costa del mar Báltico, y cerca del río Pirita y de la frontera con los condados de Rapla y Järva.